# 피노키오의 코
《피노키오의 코》는 2016년 11월 27일에 방영한 《KBS 드라마 스페셜 2016》 시리즈 중 마지막인 열 번째 작품이다. 2015년 KBS 극본 공모 우수작이다.

## 줄거리
기록적인 가뭄으로 바닥을 드러낸 저수지에서 진흙투성이 자동차 한 대가 발견된다. 물속에 파묻혀 누군가의 행복을 통째로 앗아간 그날의 진실이 15년 만에 다가오고, 부모의 비밀을 15년 동안 묻어둔 심리학자의 이야기다.

## 등장 인물

### 주요 인물
- 이유리 : 윤다정(현재 28세 / 과거 13세) 역 (아역 김지영)

“아빠... 아빠가 엄마 죽였어?”
명문대학교를 졸업하고 동 사회과학대학원에서 심리학 박사과정에 있는 재원이다. 13세 때 우연히 엄마의 비밀을 알게 된 후 얼마 되지 않아 엄마가 실종되는데, 엄마를 죽였다는 혐의로 아빠마저 잡혀간다. 그러나 아빠는 증거불충분으로 풀려나지만, 엄마를 죽였을지도 모른다는 불안감에 그 동안 아빠와의 만남을 피하고 있다. 현재 결혼을 생각하고 있는 애인 강인국이 있다.
- 박찬환 : 윤남호(현재 54세 / 과거 39세) 역

“당신을 아내 김영희 씨를 살해한 혐의로 체포합니다.”
다정의 아버지. 어느 날 사라진 아내의 살해 혐의로 체포됐지만, 증거불충분으로 풀려났다. 하지만 딸 다정의 의심을 풀지 못한 채 15년 만에 백골 시신과 함께 아내의 차량이 저수지에서 발견되면서 다시 체포된다.
- 김예령 : 김영희(현재 53세 / 과거 38세) 역

다정의 어머니. 15년 전에 실종됐다.
- 이하율 : 강인국(31세) 역

“난 갑자기 네가 누군지 하나도 모르겠다.”
다정의 애인. 한식 요리사. 다정을 마음 깊이 사랑하지만 그녀가 숨겨왔던 진실을 알게 되면서, 그들의 사랑은 시험대에 오른다.
- 미람 : 윤다래(현재 24세 / 과거 9세) 역 (아역 이고은)

다정의 동생.

### 그 외 인물
- 김도영 : 교수 역
- 권혁 : 검사 역
- 이재욱 : 사건 담당 형사 역
- 박건락 : 사건 담당 형사 역
- 허인영 : 동네 아줌마 역
- 한소정 : 동네 아줌마 역
- 장준영
- 김정우
- 정현석
- 이호열
- 김형준
- 이현웅
- 박수민
- 김사훈
- 김상철
- 김보민 : 다정의 딸 역
- 이각경 아나운서 : 뉴스 앵커 역
- 강승화 아나운서 : 시사프로그램 진행자 역
- 황정호 기자

## 시청률
- 전국 시청률 : 2.8%[1]